# Брайант, Мартин
Мартин Джон Брайант (род. 7 мая 1967 года) — осуждённый австралийский массовый убийца, жертвами которого стали 35 человек во время бойни в Порт-Артуре между 28 и 29 апреля 1996 года. Он параллельно отбывает 35 пожизненных сроков и 1652 года заключения, без возможности условно-досрочного освобождения, в тюрьме Рисдон в Хобарте.

## Биография

### Ранний период жизни
Мартин Брайант родился 7 мая 1967 года в Хобарте, Тасмания, первым ребенком в семье Мориса и Карлин Брайант. В детстве Брайант провел часть своего детства в их доме на пляже в заливе Карнарвон. Однако, согласно интервью его матери в 2011 году, он был "надоедливым" и "не таким, как все" ребенком. Она часто находила его игрушки сломанными, и ему было трудно ладить с другими.
Местные жители района, где вырос Мартин Брайант, вспоминают многочисленные случаи ненормального поведения, включая вырывание трубки у другого мальчика во время ныряния и рубку деревьев на участке соседа. В школе учителя описывали Брайанта как далекого от реальности и неэмоционального. Он также был деструктивным и иногда агрессивным ребенком, который подвергался жестоким издевательствам со стороны других детей, что, вероятно, способствовало его социальной изоляции.
В 1977 году Брайант был отстранен от занятий в начальной школе Ньютауна из-за своего агрессивного поведения. Психологическая экспертиза в то время отметила, что у него была история мучения животных, что часто рассматривается как предупреждающий знак будущего агрессивного поведения. На следующий год Брайант вернулся в школу с улучшенным поведением, однако он продолжал дразнить младших детей. Проблемы с учебой и поведением Брайанта продолжались и в старших классах. В 1980 году он был переведен в группу специального обучения в средней школе Ньютауна, где его проблемы с учебой и поведением продолжали усугубляться. Он с трудом вписывался в коллектив других учеников и становился все более замкнутым, проводя большую часть времени в одиночестве.
На протяжении всего подросткового возраста проблемы психического здоровья Брайанта не решались должным образом, и он получал мало поддержки или вмешательства. Это отсутствие вмешательства, возможно, способствовало его окончательному уходу в насилие. По мере взросления Брайанта его поведение продолжало вызывать беспокойство, однако он завершил свое образование в средней школе Ньютауна в Хобарте. Психолог, проводивший его обследование, считал, что он никогда не сможет удержаться на работе, потому что будет раздражать людей до такой степени, что постоянно будет попадать в неприятности. После окончания школы Брайант с трудом нашел работу, жил с родителями в их доме в Ленах Вэлли и продолжал становиться все более изолированным. По сообщениям, у Брайанта не было друзей, и он редко выходил из дома, что вызывало опасения по поводу его психического здоровья.

### Проблемы с психическим здоровьем
Описания поведения Мартина Брайанта в подростковом возрасте говорят о тревожности, были опасения по поводу возможной умственной отсталости. По окончании Брайантом школы в 1983 году психиатр оценил его состояние для получения пенсии по инвалидности и написал, что тот не умеет читать и писать, немного занимается садоводством и смотрит телевизор. Психиатр также отметил, что только усилия родителей предотвратили дальнейшее ухудшение состояния и что он может быть шизофреником, предрекая мрачное будущее его родителям.
Брайант получал пенсию по инвалидности, а также работал разнорабочим и садовником. Судебный психиатр Ян Джоблин обследовал Брайанта после бойни в Порт-Артуре и установил, что у него пограничная умственная отсталость, с IQ, эквивалентным 11-летнему ребенку.
В ожидании суда Брайант был обследован назначенным судом психиатром Яном Сейлом, который считал, что Брайанта можно рассматривать как проявляющего смесь расстройства поведения, гиперактивности с дефицитом внимания и состояния, известного как синдром Аспергера. Психиатр Пол Маллен, которого нанял адвокат Брайанта, обнаружил, что Брайант был социально и интеллектуально неполноценным. Маллен не обнаружил признаков шизофрении или аффективных расстройств и пришел к выводу, что Брайант был тревожным и беспокойным молодым человеком, но не был психически больным.
Различные психологические и психиатрические экспертизы Мартина Брайанта показывают наличие социальных, интеллектуальных и поведенческих проблем, которые не были должным образом решены в годы его становления. Экспертизы показывают, что у него могла быть умственная отсталость, что, вероятно, способствовало его трудностям в школе и при поиске работы. Экспертизы также указывают на то, что у него мог быть синдром Аспергера, что могло способствовать его социальной изоляции и трудностям в отношениях с другими людьми.

### Совершеннолетие
В начале 1987 года, когда Брайанту было 19 лет, он встретил 54-летнюю Хелен Мэри Элизабет Харви, наследницу доли в лотерейном бизнесе Tattersall's, когда искал новых клиентов для своей службы по стрижке газонов. Харви, жившая со своей матерью Хилзой, подружилась с Брайантом, который стал постоянным посетителем её запущенного особняка в Нью-Тауне и помогал ей по хозяйству.
В 1991 году Харви и Брайант переехали вместе на ферму Таурусвилль в небольшом городке Коппинг. Соседи вспоминали, что Брайант всегда носил с собой пневматический пистолет и часто стрелял в туристов, когда те останавливались купить яблоки в киоске на шоссе, а поздно вечером он бродил по окрестным владениям, стреляя из пистолета в собак, когда те лаяли на него.
20 октября 1992 года Харви погибла, когда ее автомобиль выехал на встречную полосу и врезался во встречный автомобиль. Брайант находился в автомобиле во время аварии и был госпитализирован на семь месяцев с тяжёлыми травмами шеи и спины. В течение короткого времени полиция расследовала его роль в этой аварии, поскольку у Брайанта была известная привычка хвататься за руль, а Харви уже трижды попадала в аварии. Брайант был назван единственным наследником в завещании Харви и получил в собственность имущество на общую сумму более 550 000 австралийских долларов. Поскольку Брайант имел лишь «самые смутные представления» о финансовых вопросах, его мать впоследствии подала заявление и получила ордер на опекунство. Приказ был одобрен на основании сниженных интеллектуальных способностей Брайанта.
После смерти Харви отец Брайанта Морис присматривал за фермой в Коппинге. Брайант вернулся в семейный дом, чтобы поправить здоровье после выхода из больницы. Морису прописали антидепрессанты, и он незаметно перевёл свой банковский счёт на имя жены. Два месяца спустя, 14 августа 1993 года, посетитель, искавший Мориса на ферме, обнаружил приколотую к двери записку с надписью «Позвоните в полицию» и нашёл в его машине несколько тысяч долларов. Полиция безуспешно искала Мориса на участке. Были вызваны водолазы, которые обследовали четыре плотины на участке, и 16 августа его тело было найдено в ближайшей к фермерскому дому плотине, с поясом для подводного плавания на шее. Полиция описала смерть как «неестественную», и она была признана самоубийством. Брайант унаследовал накопления отца, оцениваемые в 250 000 австралийских долларов.
Позже Брайант продал ферму Коппинг за 143 000 австралийских долларов и оставил себе особняк в Ньютауне. Во время жизни в Коппинге Брайант перестал носить белые комбинезоны, которые обычно носил. Теперь одежда Брайанта стала более причудливой; он часто надевал серый льняной костюм, кашне, туфли из кожи ящерицы и панаму. В ресторан, который он часто посещал, он часто надевал синий костюм с расклешенными брюками и рубашку с рюшами. Владелец ресторана вспоминал: «Это было ужасно. Все смеялись над ним, даже клиенты. Мне вдруг стало очень жаль его. Я понял, что у этого парня нет друзей».
После смерти отца Брайант стал жить в одиночестве. С 1993 по конец 1995 года он четырнадцать раз выезжал за границу. В конце 1995 года Брайант начал замечать склонность к самоубийству. Брайант стал выпивать, и, хотя в день бойни в Порт-Артуре он не употреблял алкоголь, в течение шести месяцев до этого дня оно особенно усилилось. По словам Брайанта, идея массового убийства в Порт-Артуре впервые пришла ему в голову за  два-три месяца до этого события.

## Массовое убийство в Порт-Артуре
Брайант дал противоречивые и путаные показания о том, что побудило его убить 35 человек в Порт-Артуре 28 апреля 1996 года. Это могло быть его желание привлечь к себе внимание, поскольку он якобы сказал соседу: «Я сделаю что-то такое, что заставит всех запомнить меня».
Первые жертвы Брайанта, Дэвид и Ноэлин Мартины, владели гостевым домом «Морской пейзаж». Мартины купили пансион, который хотел купить отец Брайанта, и отец неоднократно жаловался ему на это. Брайант, очевидно, считал, что Мартины купили собственность, чтобы навредить его семье из злобы, и винил Мартинов в депрессии, которая привела к самоубийству его отца. Он застрелил Мартинов в пансионе перед поездкой в Порт-Артур.
В Порт-Артуре Брайант вошёл в кафе Broad Arrow с большой синей сумкой. Закончив есть, Брайант направился в заднюю часть кафе и установил видеокамеру на свободном столике. Он достал карабин Colt AR-15 SP1 (самозарядную винтовку) и, стреляя от бедра, начал расстреливать посетителей и персонал. В течение пятнадцати секунд он произвел семнадцать выстрелов, убив двенадцать человек и ранив десять. Затем Брайант перешёл на другую сторону магазина и выстрелил ещё двенадцать раз, убив ещё восемь человек и ранив двоих. Затем он сменил магазин и скрылся, стреляя по людям на парковке и из своего жёлтого автомобиля Volvo 244, четверо человек были убиты и ещё шестеро ранены.
Брайант проехал 300 метров по дороге, где гуляли женщина и двое её детей. Он остановился и произвел два выстрела, убив женщину и ребёнка, которого она несла на руках. Другой ребёнок убежал, но Брайант последовал за ним и убил одним выстрелом. Затем он угнал жёлтый BMW, убив всех четырёх его пассажиров. Проехав некоторое расстояние по дороге, он остановился рядом с парой в белой Toyota и, достав оружие, приказал мужчине залезть в багажник BMW. Закрыв багажник, он произвёл два выстрела в лобовое стекло Toyota, убив женщину-водителя.
Брайант вернулся в гостевой дом, поджёг угнанную машину и отвёл заложника внутрь, где оставил трупы Мартинов. Вскоре прибыла полиция и пыталась вести переговоры с Брайантом в течение многих часов, пока не разрядилась батарея в телефоне, которым он пользовался, и связь прервалась. Единственным требованием Брайанта было доставить его на армейском вертолёте в аэропорт. Во время переговоров Брайант убил своего заложника. На следующее утро, восемнадцать часов спустя, он поджёг гостевой дом и попытался скрыться в суматохе. Получив ожоги спины и ягодиц, Брайант был схвачен и доставлен в Королевский госпиталь Хобарта, где ему оказали медицинскую помощь и держали под усиленной охраной.

## Суд
Брайант был признан правомочным предстать перед судом, начало которого было назначено на 7 ноября 1996 года. Первоначально он не признавал себя виновным, но назначенный судом адвокат Джон Эйвери убедил его признать себя виновным по всем пунктам обвинения. Две недели спустя судья Верховного суда Хобарта Уильям Кокс назначил Брайанту 35 пожизненных сроков, и 1652 года тюремного заключения без возможности условно-досрочного освобождения, все сроки отбываются параллельно.

### Психологические и психиатрические экспертизы
Описания поведения Брайанта в подростковом возрасте показывают, что он был тревожным юношей, и, возможно, страдал умственной отсталостью. Когда он заканчивал школу в 1983 году, ему была назначена пенсия по инвалидности, тогда в заключении его врач написал: «Не умеет читать и писать. Немного занимается садоводством и смотрит телевизор... Только усилия его родителей предотвращают дальнейшее ухудшение. Возможно, он шизофреник, его родителей ждёт мрачное будущее с ним». Брайант получал пенсию по инвалидности, хотя он также работал разнорабочим и садовником. При обследовании после массового убийства судебный психиатр Ян Джоблин признал Брайанта погранично умственно отсталым с I.Q. 66, что соответствует 11-летнему ребёнку.

### В тюрьме
В тюрьме Мартин Брайант предпринял несколько попыток самоубийства. В конце концов, он был изолирован и находится под индивидуальным контролем. Убийца тридцати пяти человек постоянно получает множество писем, в основном от женщин, но, по сообщению охранников, никогда их не читает.

## В популярной культуре
В марте 2012 года сиднейский художник Родни Попл получил премию Гловера в размере 35 000 австралийских долларов за пейзажную картину, изображающую Порт-Артур с Брайантом на переднем плане, держащим огнестрельное оружие.
В 2019 году Брайант был упомянут в тексте песни The Boys Are Killing Me группы Pond.
Фильм «Нитрам» 2021 года, снятый режиссёром Джастином Курзелем, основан на жизни Брайанта, с Калебом Джонсом в роли Брайанта. За эту роль Джонс получил приз за лучшую мужскую роль Каннского кинофестиваля.